# ヘリウッド
『ヘリウッド』は、1982年公開の日本映画。主演・遠藤賢司、監督・長嶺高文。
宇宙暦2001年、地球人を植物化しようと企む悪漢ダンスの魔手から、それを阻止しようとする宇宙の使者・ビフノビッチに、地球の美少女探偵団3人組が加勢して繰り広げられる奇想天外SFミュージカル、カルト映画。
仮題では『ヘリウッド』だったが『東京フリークス』に一時タイトルの変更があり、その後『ヘリウッド』に変更された。

## キャスト
- 姫花：斉藤とも子
- 白菊：青地公美
- 蘭子：羽仁未央
- ナべ島神父：佐藤B作
- 松玉斎ダンス：遠藤賢司
- ビワノビッチ：尼子狂児
- パンク博士：大鶴四郎
- ポンプ：石井愃一
- シンバル：坂本あきら
- おたべ教授：篠原勝之
- アップル君：小暮隆生
- 声の出演：井上真樹夫・奥野玲子

## スタッフ
- 脚本・監督：長嶺高文
- 企画：花田良知
- 製作：荒戸源次郎
- プロデューサー：磯部治和
- 撮影：志賀葉一
- 美術：郡山陽子
- 装飾：堀内洋
- 音楽：遠藤賢司
- 録音：村田好次
- 照明：渡辺敬三
- 編集：荒井真琴
- メイク・アップ：イエス・ジョージ
- 製作主任：田中勉
- 助監督：大野義弘

## 製作
長嶺高文監督の前作『歌姫魔界をゆく』は女の子2人が魔界に行く話だったが、本作では出演者全員が魔界に行く。長嶺監督の劇場公開用の35ミリ初挑戦となる。

### 撮影
1981年10月クランクイン。主たる撮影は江戸川区小岩の中を改造した倉庫で行われた。エンディングはセーラー服の女学生100人をエキストラで集めた。出演者はみな「どんな映画か分からない」と話したため、長嶺監督は「みな3日間は悩むけど、あとは諦めるみたい。監督の僕を信じてもらうしかない（笑）」と述べた。

## 興行
1981年晩秋発売の『シティロード』には「東映セントラルフィルムの配給で、『バースト・シティ』（『爆裂都市 BURST CITY』）との二本立て。公開は1982年3月下旬」と書かれているが、製作・配給ともシネマ・プラセットになったものと見られる。  

## 作品の評価
山根貞男は「まさに異色の怪作というべきで、宇宙の悪漢が地球制服をもくろむというSF設定のもと、特撮や合成やアニメも混淆する画面に、奇怪な人物たちが狂騒をくりひろげる。だが、面白くない。これが映画解体の実態なのか」などと評した。

## ソフト状況
ビデオは発売されていたが、廃版となり、2008年にNBCユニバーサル・エンターテイメントジャパンよりDVDが発売されている。

## 劇場上映等
東京国立近代美術館フィルムセンターの「特集・逝ける映画人を偲んで 2013-2014」で、2015年7月25・9月1日に上映された。また遠藤賢司が主演と音楽を担当している関係等で、時折劇場上映もある。